# Sci di fondo ai IV Giochi olimpici invernali
Nello sci di fondo ai IV Giochi olimpici invernali di Garmisch-Partenkirchen del 1936 furono disputate tre gare, tutte maschili: la 18 km (il 12 febbraio), la 50 km (il 15 febbraio) e, per la prima volta in sede olimpica, la staffetta 4x10 km (il 10 febbraio).

## Calendario
| Sci di fondo ai IV Giochi olimpici invernali | Sci di fondo ai IV Giochi olimpici invernali | Sci di fondo ai IV Giochi olimpici invernali | Sci di fondo ai IV Giochi olimpici invernali | Sci di fondo ai IV Giochi olimpici invernali | Sci di fondo ai IV Giochi olimpici invernali | Sci di fondo ai IV Giochi olimpici invernali | Sci di fondo ai IV Giochi olimpici invernali | Sci di fondo ai IV Giochi olimpici invernali | Sci di fondo ai IV Giochi olimpici invernali | Sci di fondo ai IV Giochi olimpici invernali | Sci di fondo ai IV Giochi olimpici invernali |
| Eventi / Giorni                              | Febbraio 1936                                | Febbraio 1936                                | Febbraio 1936                                | Febbraio 1936                                | Febbraio 1936                                | Febbraio 1936                                | Febbraio 1936                                | Febbraio 1936                                | Febbraio 1936                                | Febbraio 1936                                | Febbraio 1936                                |
| Eventi / Giorni                              | 6                                            | 7                                            | 8                                            | 9                                            | 10                                           | 11                                           | 12                                           | 13                                           | 14                                           | 15                                           | 16                                           |
| -------------------------------------------- | -------------------------------------------- | -------------------------------------------- | -------------------------------------------- | -------------------------------------------- | -------------------------------------------- | -------------------------------------------- | -------------------------------------------- | -------------------------------------------- | -------------------------------------------- | -------------------------------------------- | -------------------------------------------- |
| 18 km                                        |                                              |                                              |                                              |                                              |                                              |                                              | Finale                                       |                                              |                                              |                                              |                                              |
| 50 km                                        |                                              |                                              |                                              |                                              |                                              |                                              |                                              |                                              |                                              | Finale                                       |                                              |
| Staffetta                                    |                                              |                                              |                                              |                                              | Finale                                       |                                              |                                              |                                              |                                              |                                              |                                              |

## Podi
| Evento               | Oro                                                               | Perform. | Argento                                                                | Perform. | Bronzo                                                        | Perform. |
| 18 km (dettagli)     | Erik Larsson                                                      | 1'14'38" | Oddbjørn Hagen                                                         | 1'15'33" | Pekka Niemi                                                   | 1'16'59" |
| 50 km (dettagli)     | Elis Wiklund                                                      | 3:30'11" | Axel Wikström                                                          | 3:33'20" | Nils-Joel Englund                                             | 3:34'10" |
| Staffetta (dettagli) | Finlandia Sulo Nurmela Klaes Karppinen Matti Lähde Kalle Jalkanen | 2:41'33" | Norvegia Oddbjørn Hagen Olaf Hoffsbakken Sverre Brodahl Bjarne Iversen | 2:41'39" | Svezia John Berger Erik Larsson Arthur Häggblad Martin Matsbo | 2:43'03" |

## Medagliere
| Posizione | Paese     |   |   |   | Totale |
| --------- | --------- | - | - | - | ------ |
| 1         | Svezia    | 2 | 1 | 2 | 5      |
| 2         | Finlandia | 1 | 0 | 1 | 2      |
| 3         | Norvegia  | 0 | 2 | 0 | 2      |
| Totale    | Totale    | 3 | 3 | 3 | 9      |